# Heliophanus aberdarensis
Heliophanus aberdarensis är en spindelart som beskrevs av Wesolowska 1986. Heliophanus aberdarensis ingår i släktet Heliophanus och familjen hoppspindlar. Inga underarter finns listade i Catalogue of Life.